# 美洲豹号鱼雷艇
美洲豹号（德語：Jaguar）是德国国家海军暨战争海军于1920年代中期建造的六艘1924（猛兽）级鱼雷艇的5号艇。它曾在1930年代末的西班牙内战期间两次执行不干预巡逻任务。二战期间，该艇在1940年的挪威战役中发挥了次要作用。接下来的几个月里，美洲豹号主要负责为执行布雷任务的布雷艇和需要返回德国的受损舰船提供护航，之后于9月左右移驻德占法国。它自当月开始自行布设雷区，并在整个战争期间一直如此。1941年初完成改装后，该艇被转移到斯卡格拉克海峡执行护航任务。美洲豹号于1942年返回法国，成为在“海峡冲刺”行动中主力舰经英吉利海峡驶往德国的护航舰艇之一。此后数年间，它主要协助突围舰、破交舰和U艇穿越英吉利海峡、比斯开湾以及挪威海域。1944年6月，该艇在盟军登陆诺曼底袭击了对方舰艇，但同月遭英国轰炸机击沉。

## 设计及装备
猛兽级鱼雷艇的设计源自前级猛禽级，其体型稍大、速度略快，但武器装备类似。美洲豹号的水线长和全长分别为89米和92.6米，有8.65米的舷宽以及平均3.65米吃水深度；设计排水量为933吨，满载时则可达1,320吨。它由两台布朗-博韦里齿轮传动蒸汽轮机提供动力，各负责驱动一副直径为2.35米的三叶螺旋桨。过热蒸汽则由三台燃油水管锅炉供应，这使得它在23,000匹軸馬力（17,000千瓦特）额定功率下的设计航速为34節（63每小時）。该艇最多可贮存338吨燃料油，能够以17節（31每小時）的速度的巡航1,997海里（3,698）。艇只的标准船员编制为4名军官和125名水兵。
竣工时，猛兽级艇装备有三门105毫米28倍径速射炮作为主炮，一门位于艇艏前部，两门位于艇艉后部，从艏到艉依次编为1至3号炮。它们还在两座水面三联装挂架上安装有六具500毫米鱼雷发射管，并可携带多达30枚水雷。1931年后，这些鱼雷发射管被533毫米管取代，并增加了一对20毫米30式高射炮。战争期间，则在2号炮前方加装了一具四联装的20毫米炮架，在艇艉烟囱周围安装有三门、在舰桥翼台安装有两门以及在舰桥前部加装有一门20毫米炮，均为单装。1944年前后，美洲豹号在既有雷达的基础上，还安装了一台FuMB-4“萨摩斯”型雷达探测器。

## 建造及服役

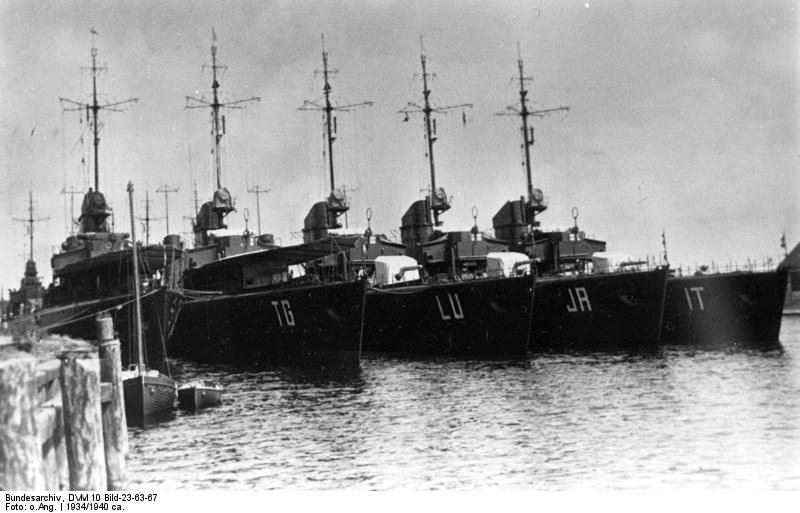
锚泊中的虎号、猞猁号、美洲豹号和鸡貂号（从左到右）

美洲豹号自1927年5月4日起与姊妹艇豹号一起在威廉港的国家海军造船厂铺设龙骨，建造序列为113。它们均于1928年3月15日与另两艘姊妹艇猞猁号和虎号共同下水，由时任国家海军舰队司令的海军中将伊万·奥尔德科普发表下水演说，并由前美洲豹号炮舰的末任舰长、退役海军少将哈里·明德尔主持为新艇命名。经过十四个半月的舾装，新美洲豹号于1929年6月1日投运，进而接受海试直到同年7月28日。完成海试后，它被编入第3鱼雷艇半区舰队（3. Torpedoboots-Halbflottille），进而跟随舰队参加了1930年4月2日至6月18日的地中海训练巡航，期间相继到访维戈、里斯本和斯普利特等城市。1931年夏天，该艇则随队前往挪威海域巡航。训练任务完成后，美洲豹号于1931年9月25日停运，至1932年3月15日重启，被再次编入第3半区舰队。1933年9月18日，该艇前往施托尔普浅滩击沉了风帆训练船尼俄伯号的残骸，后者已于1932年7月26日在费马恩海峡因無形颮而倾覆。
1936年8月至9月，美洲豹号正好位于西班牙水域。因此在西班牙内战爆发时，它受命接送德国和其他国家的公民撤离至法国港口。同年11月至12月则进行了另一次短暂的西班牙部署，以执行所谓的“不干预巡逻”任务，成为参与国际海上封锁的一份子。回国后，该艇于1937年3月16日在威廉港停运。同年6月3日重新投运后，美洲豹号一直充当海军炮兵学校的训练艇服役至1939年4月。在此期间，它还出席了1938年8月22日在匈牙利国家元首霍爾蒂·米克洛什和阿道夫·希特勒面前举行、为庆祝重巡洋舰欧根亲王号下水的海上阅兵。

### 第二次世界大战

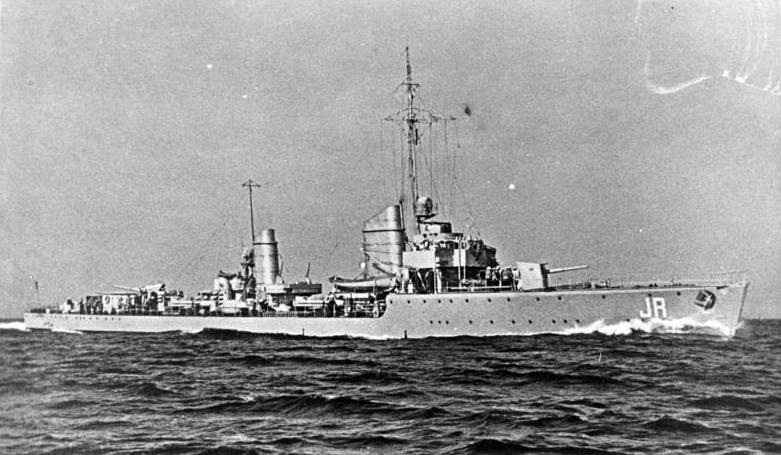
航行中的美洲豹号（1934年）

第二次世界大战初期，美洲豹号隶属于第6鱼雷艇区舰队，主要是为布雷舰在北海布设防御性雷区提供支援，同时还承担着破交战领航以及护航和安保任务。1939年12月14日至16日，它与鱼雷艇海雕号前往斯卡格拉克海峡执行违禁品巡逻，期间共扣押了6艘商船。当月下旬，该艇被送往威悉明德接受改装，一直持续至1940年3月。在次月“威悉演习行动”的挪威战役期间，美洲豹号并未实际参与战斗，仅伙同隼号和其它鱼雷艇短暂地为被鱼雷击沉的装甲舰吕措号提供救援，然后于4月11日运送增援部队继续前往克里斯蒂安桑。三天后，它与舰队伴行艇F-5号一同为前往挪威的丽蝇号训练舰提供护航，惟后者在此期间遭英国潜艇小体鲟号击沉。6月4日至5日，在“朱诺行动”中，美洲豹号又与隼号一同从基尔出发提供反潜掩护，以跟随战列舰沙恩霍斯特号、格奈森瑙号和重巡洋舰希佩尔将军号袭击从挪威北部撤离的盟军护航队，但无果而终。从6月21日到23日，它则成为严重受损的沙恩霍斯特号从挪威返回基尔的护航舰艇之一。之后，该艇被编入第5鱼雷艇区舰队，与队友神鹫号、隼号以及T-2号、T-7号和T-8号一起，于8月7日至8日护送布雷舰罗兰号、眼镜蛇号和丽蝇号在北海西南部布设雷区。该区舰队还分别于当月14日至15日、31日至9月2日以及9月6日至7日在同一地区又执行了进一步的布雷任务。在姊妹艇狼号的增援下，第5区舰队又于10月8日至9日向怀特岛附近执行了一次无功而返的出击。随后，美洲豹号及其姊妹艇鸡貂号于10月29日至30日在多佛尔附近布设雷区，并于12月2日至3日再次布设。
1941年2月25日至26日，美洲豹号与鸡貂号在伊斯特本附近布设雷区，随后于3月5日至6日再次布设。3月22日，这两艘艇负责护送刚从“柏林行动”中返回的沙恩霍斯特号和格奈森瑙号战列舰进入法国布雷斯特，随后奉命转往挪威。途中，美洲豹号在埃格尔松附近发生船舵故障，必须由其姊妹艇拖行。当将船员转移至海雕号艇上之后，该艇被拖至斯塔万格，在当地接受紧急维修。美洲豹号随后经基尔航行至基尔，从那里负责护送猎空舰FL.J-21号和Z船皮同号前往荷兰鹿特丹。它于4月20日至5月16日停留在鹿特丹进行改装。6月中旬，该艇被转移到斯卡格拉克海峡，执行丹麦—挪威地区的护航任务。同年8月25日，北线海军集团司令部解散第5鱼雷艇区舰队，美洲虎号遂以训练艇身份服役至年底。
1942年2月，美洲豹号再度投入前线服役，获移驻法国重新加入新成立的第5鱼雷艇区舰队。2月12日，该部队在灰鼻岬附近参与了“海峡冲刺”，以护送沙恩霍斯特号、格奈森瑙号以及欧根亲王号从布雷斯特返回德国。期间美洲豹号因英军炸弹的近距脱靶而受损，造成3人重伤、9人轻伤。在鹿特丹接受维修后，它于2月21日再度担任欧根亲王号和装甲舰舍尔将军号的护航任务前往挪威。3月13日至14日，尽管遭到英国人的猛烈攻击，破交舰米歇尔号依然在第5区舰队和9艘扫雷舰的掩护下成功穿越英吉利海峡，期间甚至击伤了敌方驱逐舰沃波尔号和弗尼号。在当月下旬盟军突袭圣纳泽尔而发动的“战车行动”中，参战的美洲豹号一度成功俘获了英国机动炮艇MGB-14号，却因英国部队的不断增援而放弃拖曳。6月，美洲豹号在第5区舰队的位置被新入役的鱼雷艇T-23号所取代。在船厂停运一段时间后，它自8月16日起隶属于海军炮兵学校。11月18日，该艇在基尔峡湾遭渔船施特根号（Steegen）撞击。除无线电室被毁外，事故还造成1人死亡、2人受伤。损坏所需的修复从11月19日持续至1943年2月22日。
1943年3月11日，复出的美洲豹号与鱼雷艇狮鹫号成为战列舰提尔皮茨号和沙恩霍斯特号的护航艇，跟随从挪威的特隆赫姆出发前往博根湾，然后于3月22日至24日护送吕措号和轻巡洋舰纽伦堡号继续前往阿尔塔峡湾。4月27日至5月3日，美洲豹号、狮鹫号和驱逐舰Z-4“理夏德·拜岑”号再为纽伦堡号护航，范围从哈尔斯塔前往特隆赫姆，进而抵达基尔。5月3日至7日，美洲豹号、海鸥号和狮鹫号在北海为布雷舰布设新的雷区提供护航。这些鱼雷艇于6月返回比斯开湾，主要协助护送U艇穿越海湾，并一直持续至8月初。8月30日，一艘清障船撞毁了美洲虎号，使之不得不送往船厂进行维修。
由美洲豹号、神鹫号、狮鹫号、海鸥号、T-27号与T-29号组成的第4和第5区舰队于1944年3月21日至22日在勒阿弗尔和费康附近布设了180枚水雷。5月，区舰队奉命从瑟堡转移至勒阿弗尔，并于5月23日至24日夜间出发。美洲豹号、狮鹫号、海鸥号、隼号和神鹫号于次日清晨便在卡昂附近遭到盟军飞机袭击，其中美洲豹号在航行中躲过了英国人的进攻，而紧随其后的狮鹫号则被两枚炸弹击中沉没。当盟军于6月6日开始登陆诺曼底时，此时由美洲豹号、隼号、海鸥号和已完成改装的T-29号组成的第5区舰队，在接下来的一周内多次从勒阿弗尔出击，寻求袭击盟军舰艇。尽管耗费了50多枚鱼雷和大量弹药，但它们大多无功而返，仅于6月6日击沉了挪威驱逐舰斯文纳号。6月14日至15日夜间，隶属英国皇家空军轰炸机司令部的325架兰开斯特轰炸机群向勒阿弗尔港发动空袭，泊港的美洲豹号遭到数次重击，最终于清晨06:00左右沉没，造成16名船员丧生。